# Porcheux
Porcheux – miejscowość i gmina we Francji, w regionie Hauts-de-France, w departamencie Oise.
Według danych na rok 1990 gminę zamieszkiwało 208 osób, a gęstość zaludnienia wynosiła 44 osoby/km² (wśród 2293 gmin Pikardii Porcheux plasuje się na 790. miejscu pod względem liczby ludności, natomiast pod względem powierzchni na miejscu 901.).